# Choritos a la chalaca
Il choritos a la chalaca è un piatto della gastronomia del Perù a base di cozze (il termine choritos si riferisce alle cozze cilene), cipolla e pomodori tritati, grani di mais bollito e succo di lime.
Il preparato viene inserito nelle valva della cozza che viene quindi cotta grazie alla acidità del lime.